# Matrix (klub)
 For alternative betydninger, se Matrix (flertydig). (Se også artikler, som begynder med Matrix)

Matrix er en natklub i Berlin, der blev åbnet i 1996 og er beliggende ved Warschauer Platz i metrostationen Warschauer Strasse´s kælderetage.
Natklubben råder over 10 forskellige kælderlokaler, hvis lofter har hvælvinger skabt af metrostationens form.
Natklubben har ni barer og fem dansegulve. Klubben er 2.100 kvadratmeter stor, og er en af de største natklubber i Berlin.
Fra 1996 til 2002 har mange internationale kendte diskjockeys indenfor elektronisk musik optrådt på Matrix, herunder Marusha, Chris Isaac, Westbam, Underground Resistance, Josh Wink, Lords of the Underground, Lady B, Sven Väth, Paul van Dyk og mange andre.
Siden 2003 er diversiteten blandt de optrædende artister øget. Der kan for eksempel nævnes artister som Sabrina Setlur, Ne-Yo, Georges Morel, Vibe Kingz, DJ Size med flere.
Natklubben Matrix har også deltaget i Berlin Love parade, i tre år, hvor de har haft deres egen lastbil. Stedet er blandt andet også blevet brugt til indspilning af film eller til produktdemonstrationer, heriblandt til sæbeoperaen Berlin – Tag & Nacht på RTL 2.